# Zvezditsa (Varna)
Zvezditsa (Bulgaars: Звездица) is een dorp in de Bulgaarse oblast Varna. Op 31 december 2019 telde het dorp 1.183 inwoners. Het dorp ligt hemelsbreed 8 km ten zuidwesten van de regionale hoofdplaats Varna en 370 km ten oosten van Sofia. 

## Bevolking
Het dorp wordt nagenoeg uitsluitend bewoond door etnische Bulgaren (98,5%).
|  |